# スコパロン
スコパロン(Scoparone)は、C11H10O4の分子式を持つ天然の有機化合物である。ハマヨモギやカワラヨモギ(茵蔯蒿)に含まれ、免疫抑制や血管拡張薬としての薬理作用が研究されている。